# 1956-os Vuelta ciclista a España
Az 1956-os Vuelta ciclista a España volt a 11. spanyol körverseny. 1956. április 29-e és május 13-a között rendezték. A verseny össztávja 3531 km volt, és 17 szakaszból állt. Végső győztes az olasz Angelo Conterno lett.

## Végeredmény
|    | Versenyző               | Csapat       | Idő            |
| -- | ----------------------- | ------------ | -------------- |
| 1  | Angelo Conterno         | Bianchi      | 105 óra 37' 52 |
| 2  | Jesús Loroño            |              | 13             |
| 3  | Raymond Impanis         | Elvé-Peugeot | 1' 54          |
| 4  | Federico Bahamontes     |              | 3' 27          |
| 5  | Rik Van Steenbergen     |              | 7' 48          |
| 6  | Miguel Chacon           | Elvé-Peugeot | 8' 30          |
| 7  | Gilbert Bauvin          |              | 19' 18         |
| 8  | Brian Robinson          |              | 20' 36         |
| 9  | José Serra              |              | 23' 38         |
| 10 | Manuel Rodríguez Barros |              | 24' 55         |